# Lorenkenturm

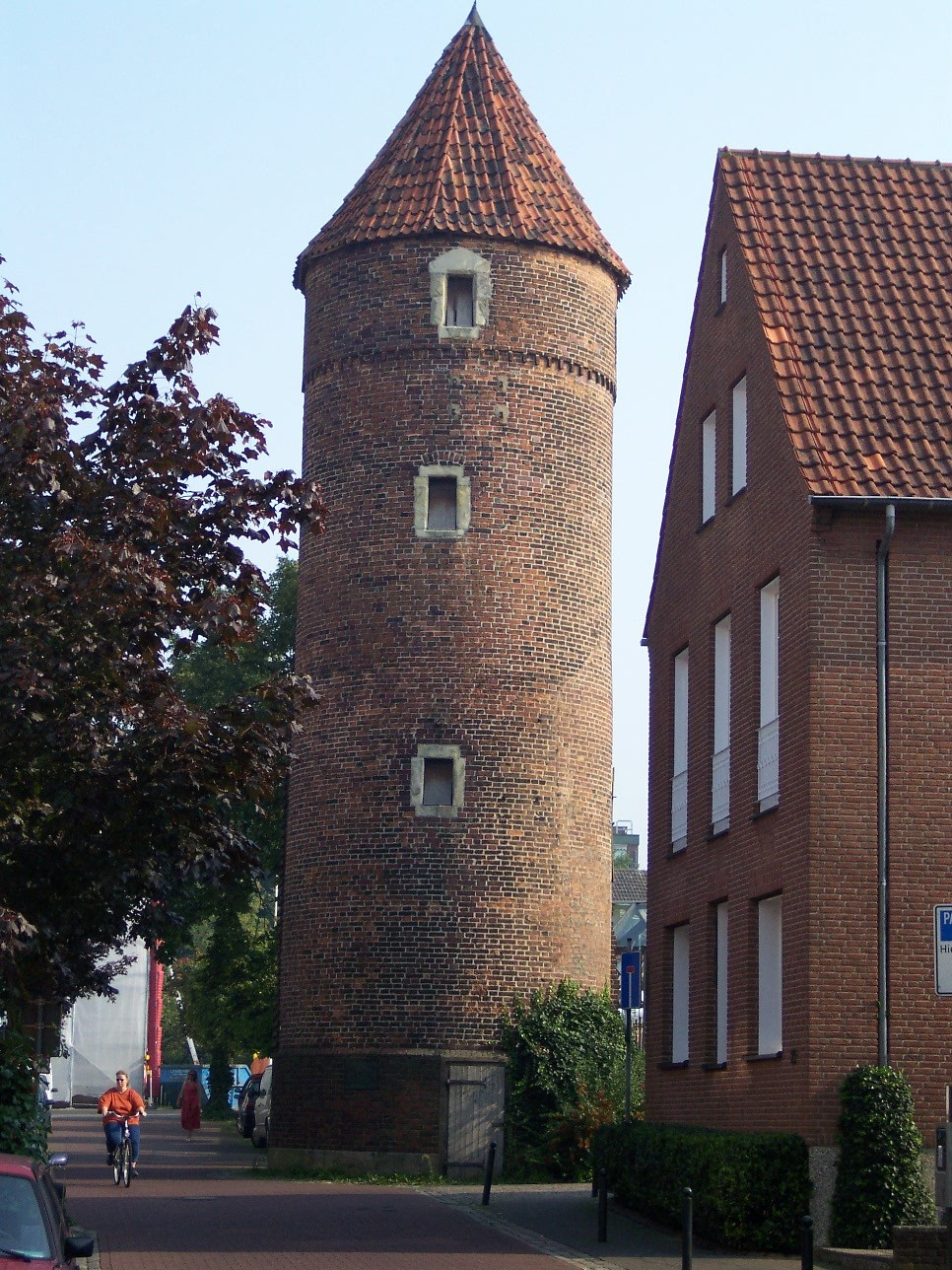
Der Lorenkenturm in Dülmen

Der Lorenkenturm ist einer der erhaltenen Türme der Stadtbefestigung in Dülmen. Seine Aufgabe war die Sicherung des Einlaufs des Dülmener Stadtbachs mit dem Namen Tiberbach in die Stadtmauer. Der Turm diente lange Zeit als Stadtgefängnis und zu Beginn des 20. Jahrhunderts als Transformatorenstation für die Versorgung der Innenstadt mit elektrischer Energie. Am Turm selbst findet sich an beiden Seiten noch ein Rest der Stadtmauer, die Herkunft seines Namens ist unbekannt.
Der Turm ist ein runder Backsteinbau, dessen Obergeschoss mit einem Konsolenfries leicht vorkragt. Seine Ersterwähnung stammt aus dem Jahr 1536.